# Asoci II de Tao

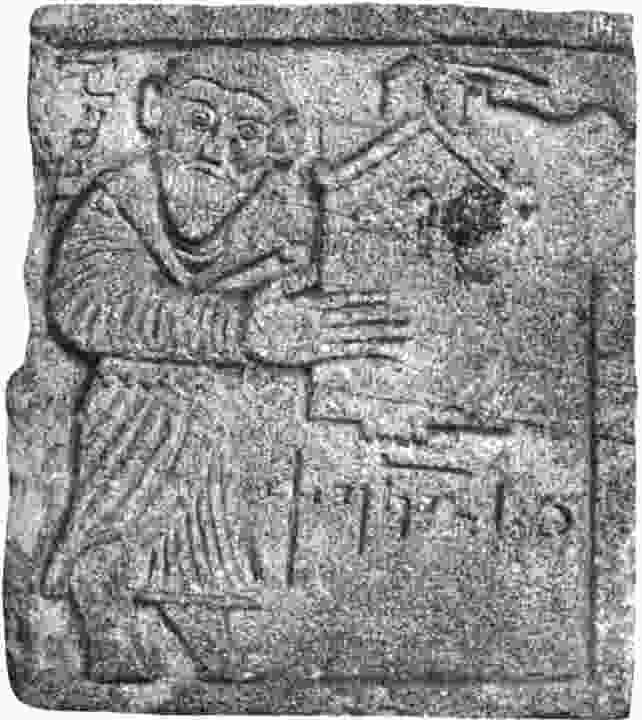
Baix-relleu d'Opiza.

Asoci II de Tao (mort l'any 954) fou un duc de Tao de la dinastia Bagrationi, regnant del 941 al 954.
Asoci Bagrationi era el segon fill d'Adarnases IV d'Ibèria, rei dels kartvels de 881 a 923, i de la seva esposa. A la mort del seu germà David II d'Ibèria, el 937, esdevingué duc del Baix Tao. El 941, va rebre el ducat de l'Alt Tao i va unificar així tot el Tao sota el seu ceptre. Va rebre igualment el títol romà d'Orient de curopalata.
Asoci II de Tao va morir el 954, sense unió ni descendència conegudes.